# بوب غراي (لاعب كرة قدم)
بوب غراي (بالإنجليزية: Bob Gray)‏ (14 ديسمبر 1923 بنيوكاسل أبون تاين في المملكة المتحدة - ) هو لاعب كرة قدم بريطاني في مركز حراسة المرمى. لعب مع نادي غيتزهد ونادي أشينغتون ‏ ونادي  شيلدز الشمالية ‏.

## وصلات خارجية
- بوب غراي على موقع قاعدة بيانات كرة القدم.إي يو (الإنجليزية)